# Helen Marnie
Helen Marnie (Glasgow, 21 de febrero de 1989) es una música escocesa, conocida como la vocalista principal y una de las teclistas y compositoras de la banda de música electrónica Ladytron. En 2012, comenzó una carrera en solitario como Marnie y lanzó su álbum debut en solitario Crystal World el 11 de junio de 2013. Su segundo álbum en solitario, Strange Words and Weird Wars, fue lanzado el 2 de junio de 2007.

## Biografía
Helen Marnie nació en Glasgow, Escocia, y creció en la misma ciudad. Es una pianista de formación clásica. Marnie estudió piano clásico en la Real Academia Escocesa de Música y Drama en Glasgow. Abandonó la universidad en Glasgow antes de estudiar música en la Universidad de Liverpool, Inglaterra, donde recibió en 1999 una licenciatura en música pop.
En el verano de 1999, los productores y DJ ingleses Daniel Hunt y Reuben Wu conocieron a las estudiantes Helen Marnie (a través de varios conciertos de DJ) y Mira Aroyo (a través de un amigo en común). Compartiendo intereses similares en la música, formaron la banda de música electrónica Ladytron en el mismo año. Desde entonces, Marnie se ha presentado como la cantante principal de la banda, donde también toca sintetizadores y contribuye a la composición de canciones.
El 24 de mayo de 2012, su compañero de banda de Ladytron, Daniel Hunt, anunció que produciría el álbum en solitario de Marnie en Islandia en agosto de 2012. El 16 de septiembre de 2012, Marnie abrió una cuenta de PledgeMusic para ayudar a financiar la realización de su álbum. El álbum fue producido en 2012 en Reikiavik, Islandia por Hunt en colaboración con el músico islandés Barði Jóhannsson. Con respecto a su álbum, Marnie dijo que quería «crear un álbum electrónico con más elementos pop y voces prístinas».
Marnie filmó su primer video musical en solitario el 30 de abril de 2013 en Glasgow con un grupo de amigos. El 16 de mayo de 2013, anunció la portada y el título del álbum, Crystal World. El 29 de mayo de 2013, Marnie estrenó en su cuenta oficial de YouTube el video musical dirigido por Michael Sherrington para su sencillo debut como solista, «The Hunter».
Después de algunos retrasos, Marnie lanzó su álbum debut Crystal World el 11 de junio de 2013. Después de que se entregaron copias de la versión en CD de PledgeMusic en julio de 2013, Les Disques du Crépuscule entregó Crystal World a las tiendas en agosto de 2013.
Marnie conmemoró Record Store Day en abril de 2014 con un sencillo de edición limitada de 12 pulgadas, «The Hunter Remixed», con mezclas de Stephen Morris (de Joy Division/New Order), así como la versión del álbum de la canción, además de una mezcla de «Sugarland» de Mark Reeder. El sencillo estaba limitado a 500 copias en vinilo transparente. También lanzó el video musical dirigido por James Slater de «Hearts on Fire» el mismo día.
El 9 de septiembre de 2014, estrenó un nuevo sencillo titulado «Wolves» de su segundo álbum en solitario, inicialmente planeado para su lanzamiento en 2015. La canción fue producida por Jonny Scott y fue lanzada en iTunes el 14 de septiembre de 2014. El video musical se publicó en YouTube el 17 de septiembre y fue codirigido por Marnie y Michael Sherrington. El 18 de abril de 2015 (Record Store Day), se lanzó «Wolves» con un remix de Marsheaux como cara B en vinilo de 7 pulgadas como una edición limitada (500 copias).
En 2015, Marnie interpretó la voz en la canción «Silent Bite» de Bang Gang. En 2016 colaboró con el músico RM Hubbert en la canción «Sweet Dreams».
El 24 de enero de 2017, lanzó el sencillo titulado «Alphabet Block», el primero de su próximo segundo álbum en solitario, Strange Words and Weird Wars. El segundo sencillo, «Lost Maps», se emitió el 30 de marzo y su video musical, un día después.

## Giras
En 2015, Marnie comenzó a hacer giras como solista con una banda de apoyo en vivo que consta de Emer Tumilty (sintetizadores y coros), Jonny Scott (guitarra, sintetizadores) y Peter Kelly (batería). Interpretó canciones de su carrera en solitario y del catálogo de Ladytron. Marnie y su banda en vivo tocaron en Lima, Perú y Santiago de Chile hasta el momento.

## Influencia musical
Marnie creció con música pop como Whitney Houston, Belinda Carlisle, Michael Jackson, Madonna, The Bangles, Carly Simon y ABBA. Enumeró entre sus influencias musicales a Kate Bush, Maria Callas, y Joni Mitchell. También mencionó a artistas como Bat for Lashes, MGMT, Fairport Convention, Serge Gainsbourg, y Chvrches como sus favoritos.

## Vida personal
Marnie se casó en 2011. Cerca de finales de 2012 se mudó de nuevo a Glasgow, después de vivir en Londres durante más de una década.

## Instrumentos

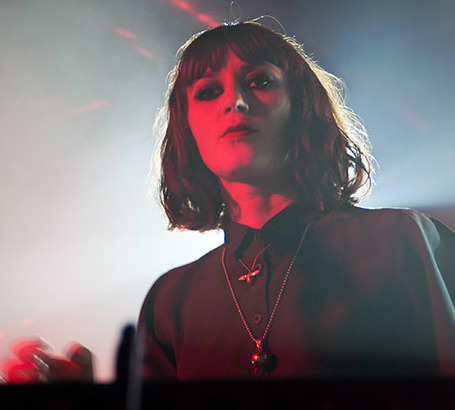
Marnie en vivo en Arches, Glasgow, en 2011.

Durante los shows en vivo de Ladytron, Marnie canta y ocasionalmente toca un sintetizador. Tocó en vivo los siguientes instrumentos para la banda:
- Korg M500 Micro-Preset (gira 604);
- Roland Juno 6 (gira Light & Magic);
- Korg MS2000B (gira Witching Hour);
- Roland Juno-G (primera parte de la gira Velocifero);
- Korg Delta (giras Velocifero, Best of 00-10 y Gravity the Seducer).

En la primera parte de la gira Witching Hour, Ladytron solía nombrar a sus cuatro Korg MS2000B idénticos para que fueran más fáciles de instalar en el escenario. Su teclado MS2000B se llamaba Cleopatra.
En los conciertos de su carrera en solitario, canta y toca un Korg Delta.

## Discografía

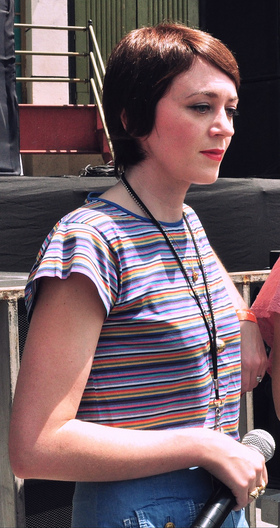
Marnie en México en 2011.

### Con Ladytron
Álbumes de estudio
- 604 (2001)
- Light & Magic (2002)
- Witching Hour (2005)
- Velocifero (2008)
- Gravity the Seducer (2011)
- Ladytron (2019)

### Como Marnie
Álbumes de estudio
- Crystal World (2013)
- Strange Words and Weird Wars (2017)

Sencillos
- «The Hunter» (2013)
- «Wolves» (2014)
- «Alphabet Block» (2017)
- «Lost Maps» (2017)
- «Electric Youth» (2017)

EP
- «The Hunter Remixed» (2013)
- «Lost Maps Remixed» (2017)

Videos musicales
- «The Hunter» (2013)
- «Hearts on Fire» (2014)
- «Wolves» (2014)
- «Lost Maps» (2017)
- «Electric Youth» (2017)

Colaboraciones
- Bang Gang - «Silent Bite» (2015)
- RM Hubbert con Marnie - «Sweet Dreams» (2016)
- Nightwave feat. Marnie - «Transmute» (2019)
- Union of Knives feat. Marnie - «A Tall Tale» (2020)
- Union of Knives feat. Marnie - «A Little Life» (2021)